# Sven Järve
Sven Järve (25 luglio 1980) è uno schermidore estone, specializzato nella spada. Ha vinto una medaglia di bronzo ai Campionati mondiali di scherma.